# Tjuyu
Tjuyu (đôi khi được dịch là Thuya hay Thuyu) là một nữ quý tộc Ai Cập, vợ của tể tướng Yuya và là mẹ của hoàng hậu Tiye.

## Thân thế
Tjuyu là người vợ duy nhất được biết đến của Yuya. Bà sinh cho ông 2 người con: Chính cung hoàng hậu Tiye, hôn thê của Amenhotep III và Đại pháp quan Anen. Pharaon Ay cũng được tin là một người con của bà, nhưng điều này thiếu căn cứ.
Bà nắm giữ nhiều chức vụ tôn giáo quan trọng dưới triều đại của người con rể Amenhotep III. Bà được gọi là "Nữ thi sĩ của thần Hathor" và "Người giải trí của thần Amun và Min". Tại Akhnim, Tjuyu được gọi là "Người cai quản hậu cung" của Min và của Amun tại Thebes.

## An táng

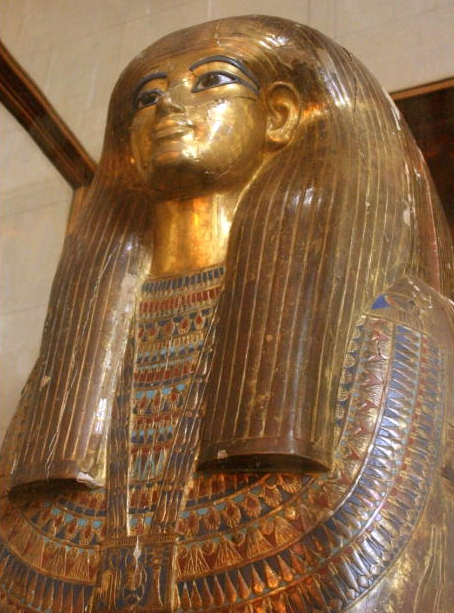
Quan tài bên trong của Tjuyu (Bảo tàng Cairo)

Tjuyu được hợp táng với chồng tại ngôi mộ KV46, Thung lũng các vị vua, được phát hiện bởi nhà nghiên cứu James Quibell. Ngôi mộ đã bị trộm đột nhập, nhưng may mắn thay các vật dụng tùy táng quý giá và hai xác ướp của ông bà vẫn còn nguyên vẹn.
Bà mất sau Yuya không lâu, ở độ tuổi gần 60.

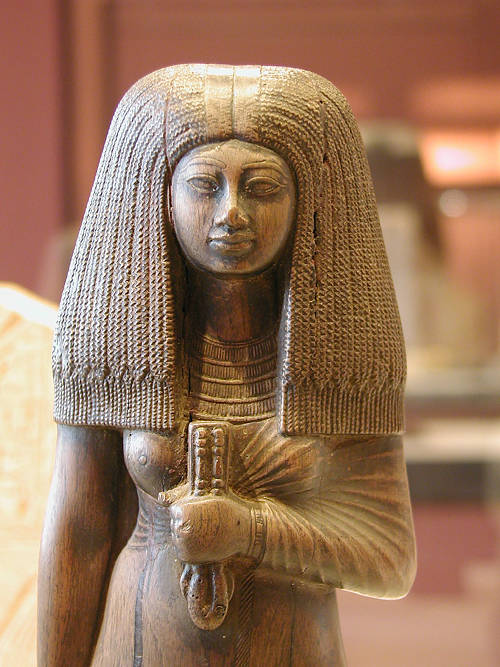
Tượng của Tjuyu (Bảo tàng Louvre)